# Doto varians
Doto varians är en snäckart som först beskrevs av Frank Mace MacFarland 1966.  Doto varians ingår i släktet Doto och familjen Dotoidae. Inga underarter finns listade i Catalogue of Life.